# Sixth Avenue Line
| Urban tunnel stop on track |

| Urban tunnel stop on track |

|  | Urban tunnel straight track | Urban tunnel station on track |

|  | Urban tunnel straight track | Urban tunnel station on track |

| Urban tunnel station on track | Urban tunnel straight track | Urban tunnel straight track |

| Unknown BSicon "utKRWl" | Unknown BSicon "utKRWg+lr" | Unknown BSicon "utKRWr" |

| Urban tunnel station on track |

| Urban tunnel station on track |

| Urban tunnel station on track |

| Urban tunnel stop on track |

| Urban tunnel stop on track |

| Urban tunnel station on track |

| Urban tunnel station on track |

|  | Unknown BSicon "utKRWl" | Unknown BSicon "utKRW+r" |

| Unknown BSicon "utSTR+l" | Unknown BSicon "utABZq+l" | Unknown BSicon "utABZgr" |

| Urban tunnel straight track | Urban tunnel straight track | Urban tunnel stop on track |

| Urban tunnel straight track | Unknown BSicon "utSTRl" | Unknown BSicon "utTHSTt" |

| Urban tunnel station on track |  | Urban tunnel straight track |

| Urban tunnel straight track |  | Urban tunnel stop on track |

| Urban tunnel stop on track |

| Urban tunnel stop on track |

|  | Urban tunnel straight track | Urban tunnel station on track |

|  | Urban tunnel straight track | Urban tunnel station on track |

| Urban tunnel station on track | Urban tunnel straight track | Urban tunnel straight track |

| Unknown BSicon "utKRWl" | Unknown BSicon "utKRWg+lr" | Unknown BSicon "utKRWr" |

| Urban tunnel station on track |

| Urban tunnel station on track |

| Urban tunnel station on track |

| Urban tunnel stop on track |

| Urban tunnel stop on track |

| Urban tunnel station on track |

| Urban tunnel station on track |

|  | Unknown BSicon "utKRWl" | Unknown BSicon "utKRW+r" |

| Unknown BSicon "utSTR+l" | Unknown BSicon "utABZq+l" | Unknown BSicon "utABZgr" |

| Urban tunnel straight track | Urban tunnel straight track | Urban tunnel stop on track |

| Urban tunnel straight track | Unknown BSicon "utSTRl" | Unknown BSicon "utTHSTt" |

| Urban tunnel station on track |  | Urban tunnel straight track |

| Urban tunnel straight track |  | Urban tunnel stop on track |

Sixth Avenue Line är en av New Yorks tunnelbanas linjer som går från Lower Manhattan och norrut till Midtown.  Första delen av Sixth Avenue Line invigdes 1936 mellan Broadway – Lafayette Street och East Broadway i söder. Lokala tåg stannar på de stora samt små stationerna. Expresståg stannar endast på de större stationerna. Längs banan trafikerar linje B,D,F och M.

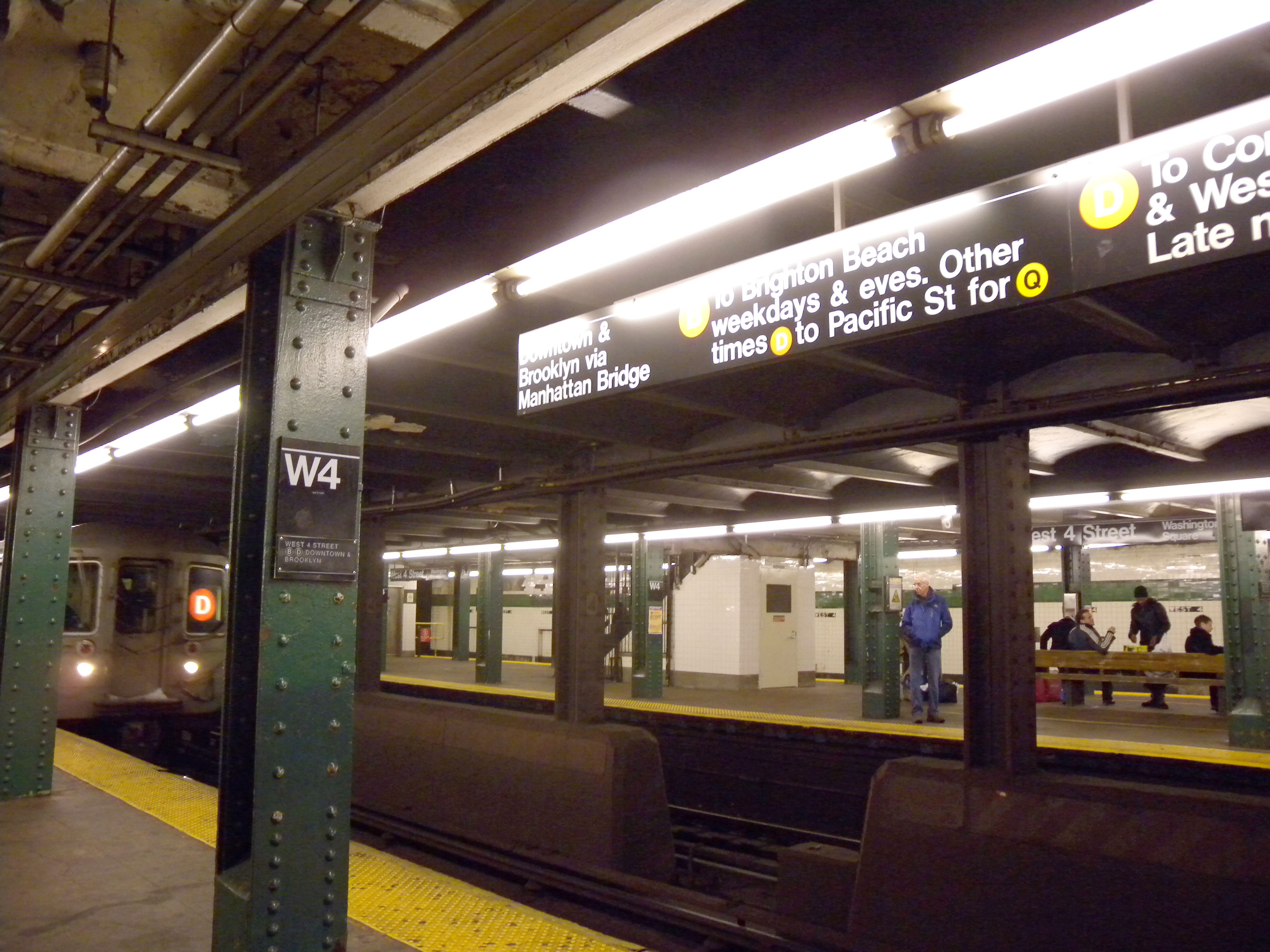
West Fourth Street – Washington Square
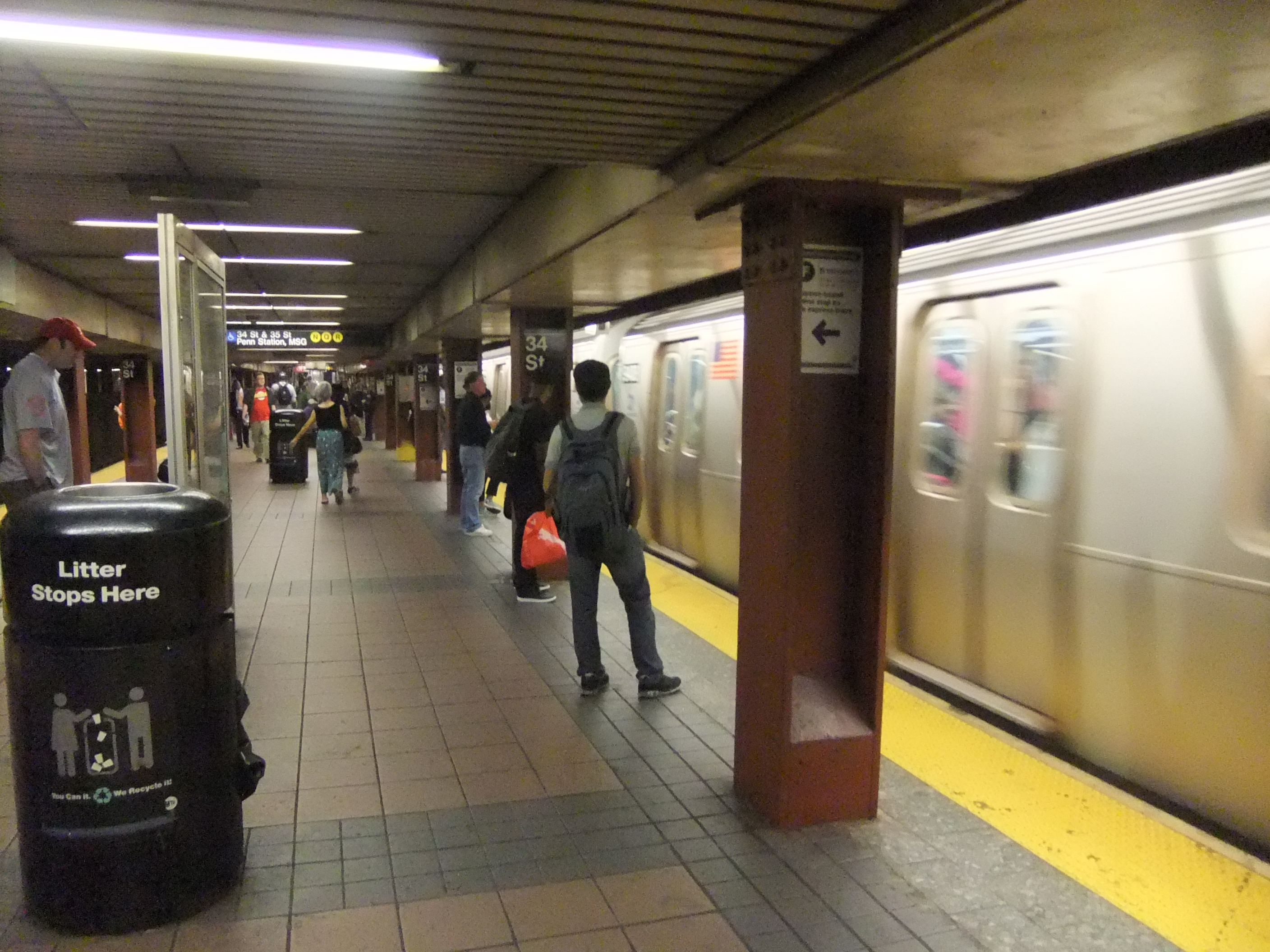
34th Street – Herald Square
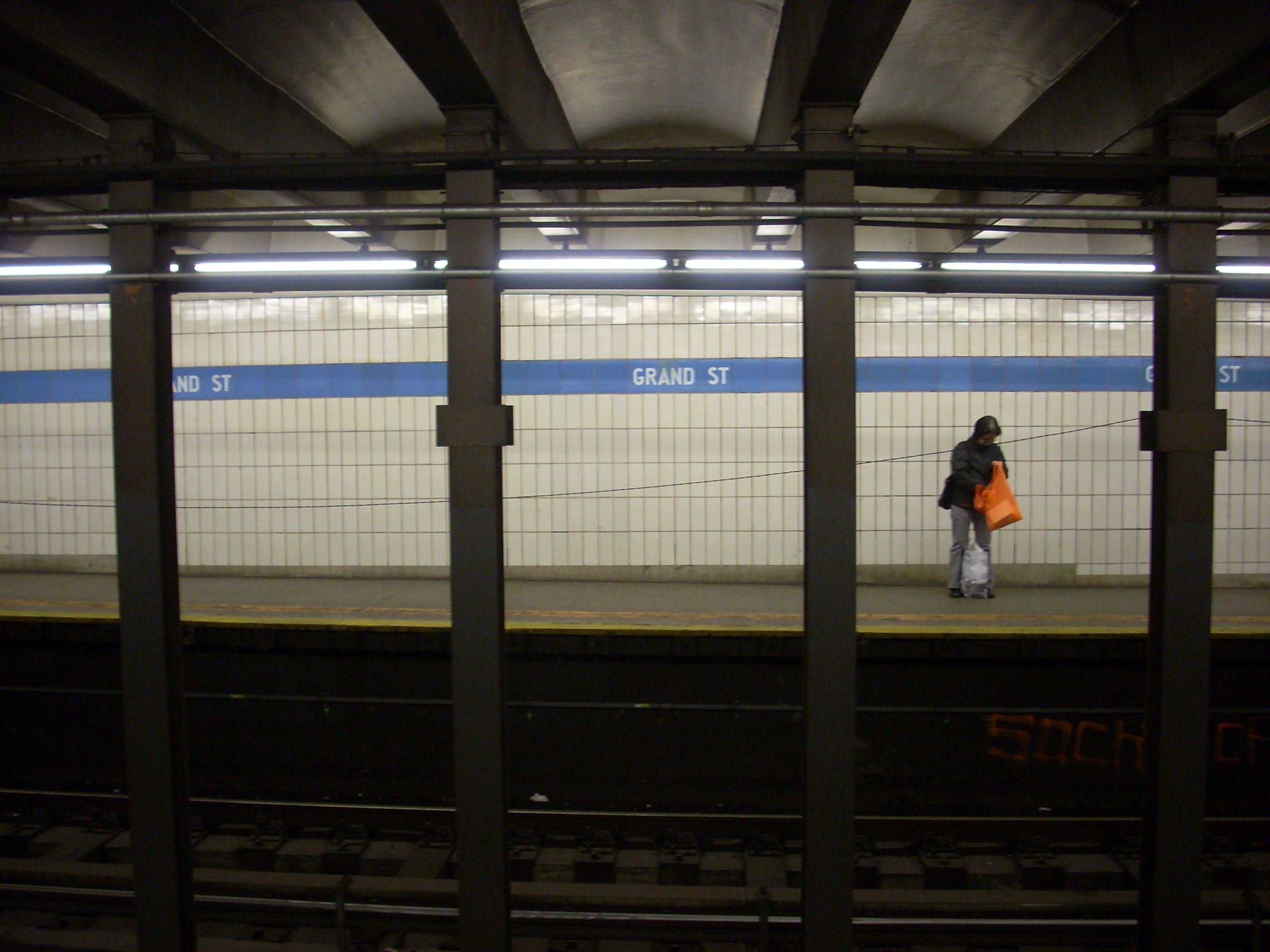
Grand Street
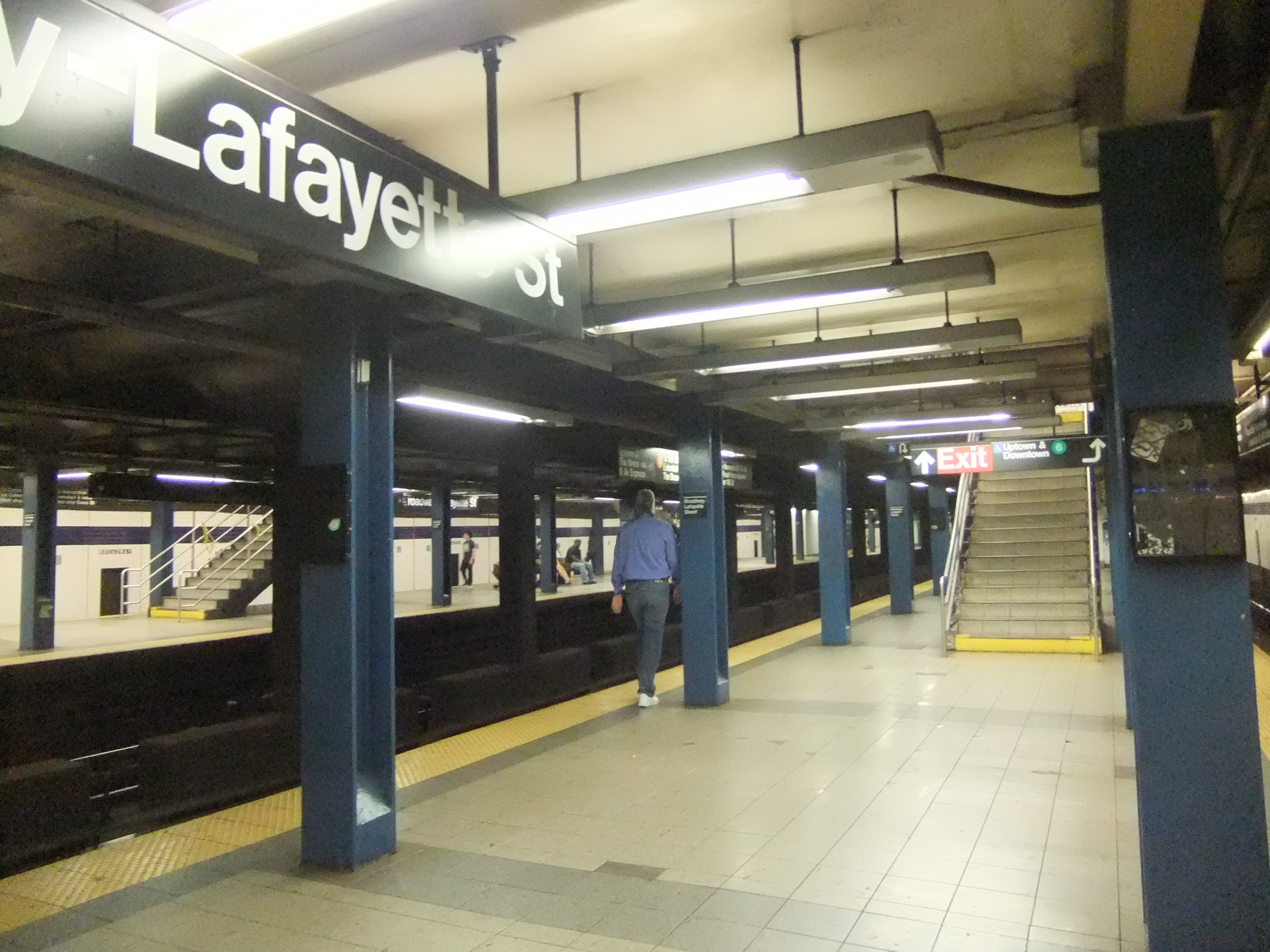
Broadway – Lafayette Street